# Niklas Moisander
Niklas Moisander (Turku, 29 de setembro de 1985) é um futebolista finlandês, que atua na posição de zagueiro pelo Malmö.

## Carreira
Iniciou a carreira no TPS de sua cidade natal. Passou a atuar em clubes dos Países Baixos como Ajax, FC Zwolle e AZ Alkmaar.

## Títulos
Ajax
- Eredivisie: 2012–13, 2013–14
- Copa dos Países Baixos: 2005–06
- Supercopa dos Países Baixos: 2013

AZ Alkmaar
- Eredivisie: 2008–09
- Supercopa dos Países Baixos: 2009